# ATP Challenger Corrientes
Das ATP Challenger Corrientes (offizieller Name: ATP Challenger Corrientes) war ein Tennisturnier in Corrientes, Argentinien, das 2015 und 2022 ausgetragen wurde. Es war Teil der ATP Challenger Tour und wurde im Freien auf Sandplatz ausgetragen.

## Liste der Sieger

### Einzel
| Jahr                         | Sieger             | Finalgegner       | Ergebnis      |
| ---------------------------- | ------------------ | ----------------- | ------------- |
| 2022                         | Francisco Comesaña | Mariano Navone    | 6:0, 6:3      |
| 2016–2021: nicht ausgetragen |                    |                   |               |
| 2015                         | Máximo González    | Diego Schwartzman | 3:6, 7:5, 6:4 |

### Doppel
| Jahr                         | Sieger                          | Finalgegner                     | Ergebnis |
| ---------------------------- | ------------------------------- | ------------------------------- | -------- |
| 2022                         | Guido Andreozzi Guillermo Durán | Nicolás Álvarez Murkel Dellien  | 7:5, 6:2 |
| 2016–2021: nicht ausgetragen |                                 |                                 |          |
| 2015                         | Julio Peralta Horacio Zeballos  | Guillermo Durán Máximo González | 6:2, 6:3 |